# Ede Terényi
Ede (Eduard) Terényi (født 12. marts 1935 i Târgu-Mureș i Rumænien - død 26. november 2020 i Cluj-Napoca) var en rumænsk komponist, professor, lærer og pianist.
Terenyi studerede først klaver i sin fødeby, men slog over i komposition og studerede senere på Dima Musikkonservatorium i Cluj. Han har skrevet 6 symfonier , 9 kammersymfonier for strygere, orkesterværker, kammermusik, korværker, vokalværker etc.
Terényi underviste i 5 årtier på Dima Musikkonservatorium som professor i komposition.

## Udvalgte værker
- Symfoni nr. 1 "Mester fugl" (1965) - for orkester
- Symfoni nr. 2 "Til minde om Valentin Bakfark" (1978) - for strygerorkester
- Symfoni nr. 3 "Rum, tid og lys" (1983) - for stort orkester
- Symfoni nr. 4 "Hofgreff" (1989) - for orkester
- Symfoni nr. 5 "Transylvaniens legende" (1990) - for orkester
- Symfoni nr. 6 "Brancusi" (19?) - for orkester
- Harpekoncert (1990) - for harpe og orkester
- "2 Kærligheds sange (1968) - for kor
- "Hvide blomst" (1952) - for kor